# Moffie (pel·lícula)
|  | No s'ha de confondre amb Moffie (novel·la). |

Moffie és una pel·lícula biogràfica sud-africana-britànica de drama romàntic de guerra de 2019, coescrita i dirigida per Oliver Hermanus. Es va estrenar a l'estat espanyol durant la desena edicció d'Atlàntida Film Fest 2020 de la plataforma Filmin entre a finals de juliol i agost.
La pel·lícula està ambientada a Sud-àfrica a principis dels 80 quan aleshores existia l'apartheid i la persecució dels homosexuals. El govern sud-africà va establir el servei militar obligatori de dos anys per tots els homes blancs sud-africans aptes entre 17 i 60 anys, ja que el país es trobava immers en un conflicte fronterer d'Àfrica del Sud-oest, protectorat sud-africà contra Angola comunista. La trama gira entorn del personatge blanc i homosexual Nicholas van der Swart que a 16 anys es va veure obligat a fer el servei militar obligatori a l'exèrcit sud-africà i a participar en la guerra fronterera.
El títol, moffie, és un apel·latiu despectiu en afrikaans per als homes gais o efeminats.
La pel·lícula es va estrenar en el Festival Internacional de Cinema de Venècia el 4 de setembre de 2019. També va tenir les seves projeccions especials en altres festivals de cinema i va rebre diverses nominacions en diverses categories.